# Svetlana Agrest

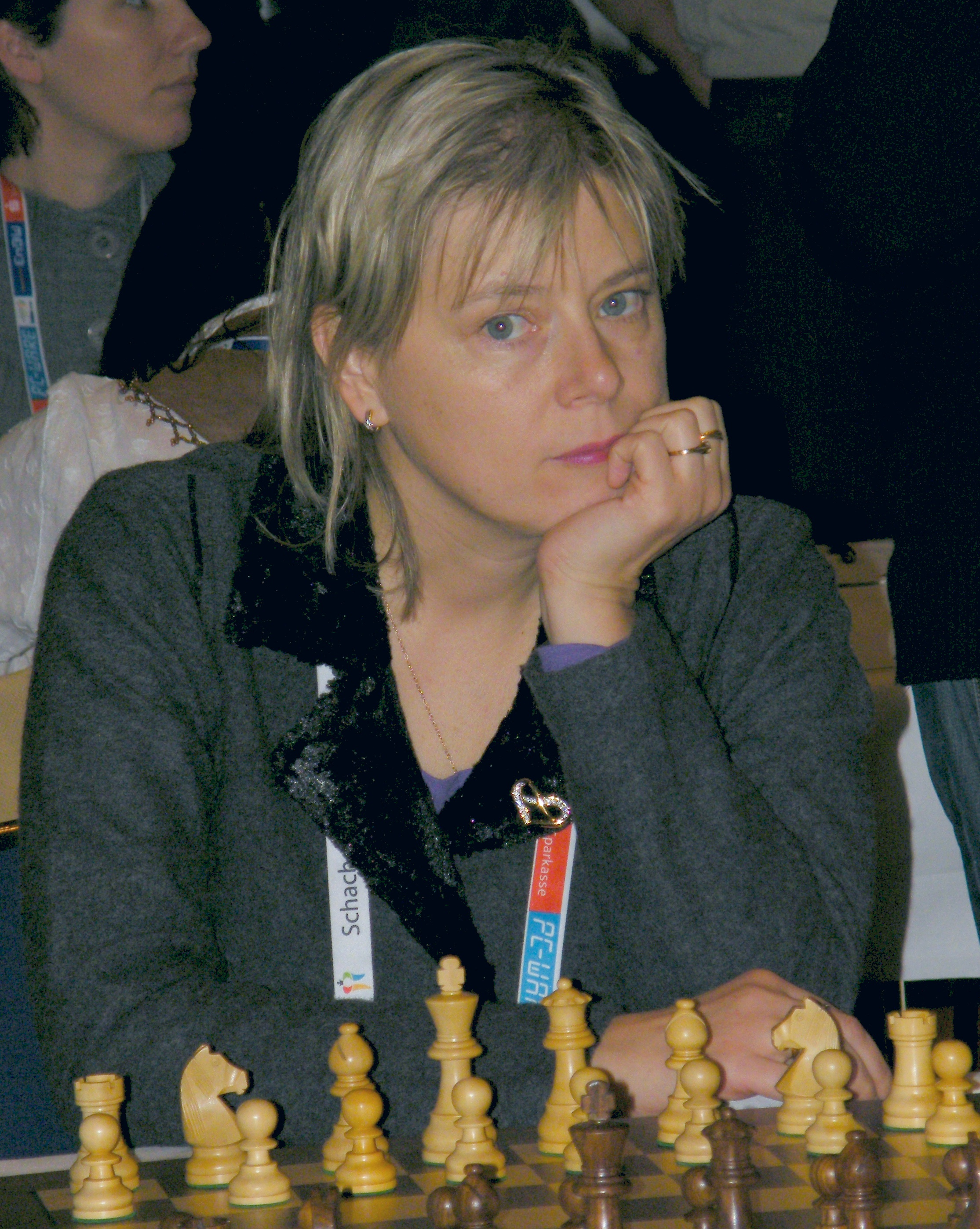
Svetlana Agrest in 2008

Svetlana Agrest (28 augustus 1966) is een Zweedse schaakster met FIDE-rating 2239 in 2017. Zij is een meester bij de dames (WIM). 
Zij is getrouwd met grootmeester Evgeny Agrest. 
Van 24 augustus t/m 4 september 2005 speelde Svetlana Agrest in Vammala mee in het toernooi om het Noords kampioenschap; zij eindigde met 5.5 punt uit 9 ronden op de tweede plaats. 
Bij het 4e Vicente Sebastián Memorial in 2009 speelde ze in de algemene groep en behaalde 4 pt. uit 8.

## Externe koppelingen
- (en)   Informatie over schaakpartijen van Svetlana Agrest op ChessGames.com
- (en)   Informatie over schaakpartijen van Svetlana Agrest op 365chess.com
- (en)  FIDE-ratinggegevens voor Svetlana Agrest